# Публий Корнелий Сципион (трибун)
Вижте пояснителната страница за други личности с името Публий Корнелий Сципион.
Публий Корнелий Сципион (на латински: Publius Cornelius Scipio) e римски свещеник, ретор и историк. Произлиза от клон Сципиони на род Корнелии. Той е първият, който получил когномен Scipio (Сципион), понеже помагал с пръчка на ослепелия си баща.
През 396 пр.н.е. той е началник на конницата при диктатор Марк Фурий Камил. През 395 пр.н.е. и 394 пр.н.е. е консулски военен трибун. През 391 пр.н.е. и 389 пр.н.е. е interrex.
Баща е на Публий Корнелий Сципион (началник на конницата през 349 пр.н.е.).